# 多治見市立市之倉小学校
多治見市立市之倉小学校（たじみしりつ いちのくらしょうがっこう）とは、岐阜県多治見市市之倉町にある公立小学校。

## 通学区域
- 通学区域は、市之倉町1-13丁目であり、公立中学校の進学先は多治見市立南ヶ丘中学校である[1]。

## 沿革
- 1873年（明治6年） - 養正学校広見分校が開校[注釈 1][注釈 2]。
- 1875年（明治8年） - 独立し、広見学校に改称する。
- 1886年（明治19年） - 市之倉簡易科小学校として独立。
- 1896年（明治19年） - 市之倉尋常小学校に改称する。
- 1889年（明治22年）7月1日 - 多治見町が発足。
- 1896年（明治29年）2月24日 - 多治見町から分離し、市之倉村が発足。
- 1906年（明治39年） - 市之倉尋常高等小学校に改称する。
- 1907年（明治40年） - 校舎を新築（木造平屋建）し、移転する[注釈 3]。
- 1921年（大正10年） - 校舎を新築（第二校舎・木造平屋建）する。
- 1930年（昭和5年） - 校舎を新築（第三校舎・木造平屋建）する。
- 1941年（昭和16年）4月1日 - 市之倉国民学校に改称する。
- 1947年（昭和22年）4月1日 - 市之倉村立市之倉小学校に改称する。校舎（1907年建築）を平屋建から2階建に改修する。第二・第三校舎は市之倉中学校に転用する。
- 1951年（昭和26年）3月5日 - 多治見市に編入される。同時に多治見市立市之倉小学校に改称する。
- 1954年（昭和29年） - 新築移転する[注釈 4]。
- 1985年（昭和60年） - 現在地に新築移転する。